# Montaigu (Vandea)
Montaigu è un comune francese di 5 172 abitanti situato nel dipartimento della Vandea nella regione dei Paesi della Loira.

## Società

### Evoluzione demografica
Abitanti censiti